# سفارة أنغولا في واشنطن العاصمة

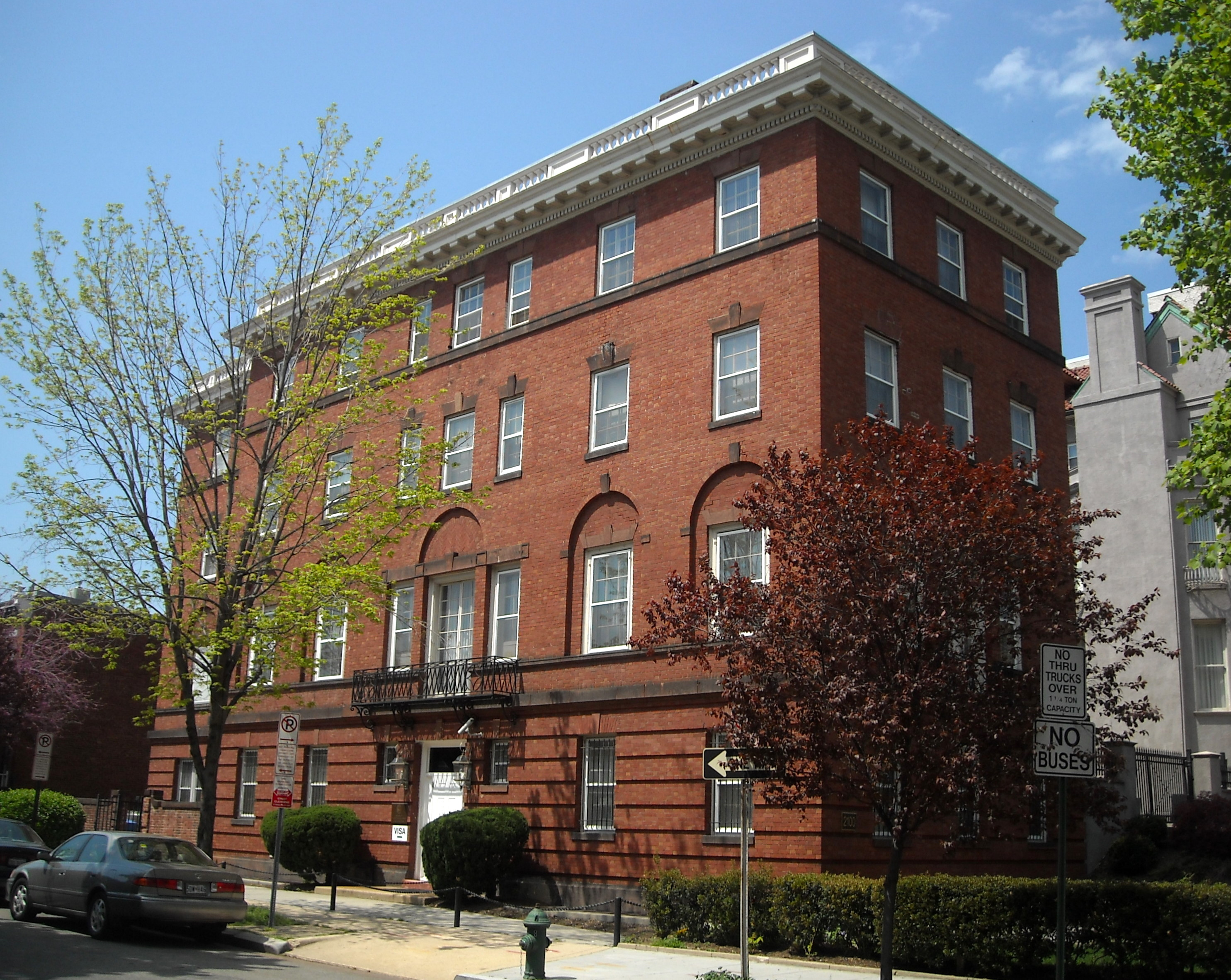
سفارة أنغولا

سفارة أنغولا في واشنطن العاصمة هي بعثة دبلوماسية من أنغولا إلي الولايات المتحدة.
تقع السفارة في 2100-2108 16شارع نورث ويست,واشنطن العاصمة. تدير السفارة قنصليات في هيوستن ونيويورك.
السفير هو جوزفينا بيترا دياكيتي.